# Коммунистическая партия (марксистско-ленинская) Сан-Марино
Коммунистическая партия (марксистско-ленинская) Сан-Марино (итал. Partito Comunista (Marxista-Leninista) di San Marino) — ныне не функционирующая политическая партия Сан-Марино левого толка. Имела коммунистическую, маоистскую, антиревизионистскую идеологию.
Была основана в 1968 лидерами Марксистско-ленинистского движения Сан-Марино (итал. Movimento Marxista-Leninista di San Marino), незадолго до того отколовшегося от Сан-маринской коммунистической партии. Партия участвовала в парламентских выборах в 1969 и 1974 годах, но собрала соответственно 1,24 % и 0,8 % голосов, не получив мест в парламенте.